# Diagram samogłoskowy
Diagram samogłoskowy, także czworobok samogłoskowy lub diagram Jonesa – trapezowy wykres odpowiadający różnicom pozycji języka przy wypowiadaniu samogłosek. Jego twórcą był angielski fonolog i fonetyk Daniel Jones. Diagram wyznaczony został przy pomocy kryteriów słuchowych i artykulacyjnych. Granice diagramu stanowią samogłoski kardynalne, zestaw idealnych, peryferyjnych samogłosek opracowany przez Daniela Jonesa na podstawie ułożenia języka przy artykulacji. Diagram służy do zaznaczania pozycji samogłosek. Stosuje się go do opisu samogłosek języków mających bogaty system samogłoskowy, np. do języka angielskiego czy szwedzkiego. Do opisu polskiego systemu samogłoskowego używa się trójkąta samogłoskowego.

## Tworzenie diagramu
Punktem wyjściowym jest położenie języka przy artykulacji samogłosek skrajnych, czyli takich, przy wymowie których język zajmuje skrajne pozycje w jamie ustnej: /i/, /a/ /ɑ/ i /u/. Samogłoska /ɑ/ nie istnieje w języku polskim; fonetyk Wiktor Jassem opisuje ją jako samogłoskę, (...) „którą wymawiamy, gdy lekarz, nacisnąwszy język szpatułką lub trzonkiem łyżeczki, zagląda nam do gardła”. Położenie tych punktów w jamie ustnej wygląda następująco:
Układ języka z jamy ustnej przeniesiono następnie na uproszczony diagram:
Samogłoski te noszą nazwę samogłosek kardynalnych (ang. cardinal vowels) lub samogłosek podstawowych, będących pewnym ideałem samogłosek skrajnych, który został opracowany na potrzeby uczenia wymowy. Między każdymi dwiema samogłoskami istnieją samogłoski pośrednie między /i/ i /a/ są: /e/, jak we francuskim wyrazie panier, travaillé oraz /ɛ/ jak we francuskim słowie très. Z drugiej strony owalu samogłoskami głównymi podstawowymi są /o/ jak w niemieckim wyrazie von i /ɔ/ jak we francuskim słowie rose. Ta faza diagramu została wyznaczona wyłącznie za pomocą kryteriów słuchowych.
Tak przygotowany diagram został dla wygody rozciągnięty do formy trapezu.
Diagram Jonesa nie uwzględnia położenia warg; większość samogłosek układa się (patrząc po obwodzie diagramu od /i/ do /u/) od warg najbardziej rozciągniętych po najbardziej zaokrąglone, istnieje jednak system odwrotny, tzw. system samogłosek wtórnych z odwrotnym zaokrągleniem warg, np. niemiecka samogłoska /y/ (zapisywana ü) ma układ języka jak do /i/, a warg jak do /u/. W sumie diagram obejmuje 16 samogłosek kardynalnych.
W tak sporządzonym diagramie można zapisać samogłoski wszystkich języków.

Położenie samogłosek, bez dyftongów, standardowej brytyjskiej odmiany języka angielskiego (Received Pronunciation) na trapezie

Diagram samogłoskowy jest lustrzanym odbiciem wykresu przedstawiającego dwa pierwsze formanty samogłosek. Wykres ten przypomina diagram samogłoskowy, gdy oś pozioma przedstawia częstotliwości formantu drugiego w kolejności malejącej, a oś pionowa częstotliwości formantu pierwszego również w kolejności malejącej. Wynika to stąd, że częstotliwość pierwszego formantu jest związana przede wszystkim z otwartością samogłoski (wysokością języka przy artykulacji) – im samogłoska bardziej otwarta, tym formant pierwszy jest wyższy, podczas gdy częstotliwość drugiego formantu przede wszystkim z miejscem artykulacji – im samogłoska bardziej przednia, tym drugi formant jest wyższy.

## Polskie samogłoski na diagramie Jonesa
Położenie polskich samogłosek w porównaniu do samogłosek podstawowych przedstawia diagram:

## Warianty diagramu Jonesa
Nie zawsze do opisu systemu samogłosek danego języka używa się diagramu Jonesa. W polskim piśmiennictwie dla opisu polskich dźwięków używa się skróconej wersji diagramu, tak zwanego trójkąta samogłoskowego, który istnieje w dwóch podstawowych wersjach: trójkąt Hellwaga i trójkąt Benniego. Obowiązuje również nieco inna terminologia: w polskiej nomenklaturze fonetycznej samogłoski dzieli się na wysokie, średnie i niskie lub wąskie, średnie i szerokie, co odpowiada kolejno samogłoskom przymkniętym, średnim i otwartym. Oto polski trójkąt samogłoskowy:
Wynika z niego, że w języku polskim nie ma samogłosek kardynalnych, jednak cztery: i, e, o, u  są położone w bezpośredniej ich bliskości, przy czym wszystkie mają niższe położenie języka.

## Ocena diagramu Jonesa
Polska językoznawczyni Alicja Nagórko stwierdza, że diagram trapezowy posiada walory dydaktyczne i używa go do opisu polskich samogłosek, mimo iż w polskiej literaturze fonetycznej przyjęło się używać trójkąta samogłoskowego.